# 戈格里贾马尔普尔
戈格里贾马尔普尔（英語：Gogri Jamalpur），是印度比哈尔邦Khagaria县的一个城镇。总人口31093（2001年）。

## 人口
该地2001年总人口31093人，其中男性16569人，女性14524人；0—6岁人口6245人，其中男3146人，女3099人；识字率47.73%，其中男性为55.81%，女性为38.52%。